# Paul Doumer
Paul Doumer (22. březen 1857, Aurillac, Cantal – 7. květen 1932, Paříž) byl francouzský politik a prezident v letech 1931 až 1932. Byl členem Radikálně socialistické strany (liberálně levicová republikánská strana založená v roce 1901), avšak s postupem kariéry tíhl k pravicové politice. Dne 6. května 1932, den před parlamentními volbami, jej smrtelně postřelil Pavel Gorgulov. Prezident následující den po atentátu zemřel.